# Воронеж (аеропорт)
Аеропорт Воронеж (IATA: VOZ, ICAO: UUOO) - міжнародний аеропорт Воронежа, що обслуговує місто Воронеж і його агломерацію, а також міста Воронезької та прилеглих областей. Має статус аеропорту федерального значення. 
Аеродром здатний приймати літаки Ту-134, Ан-148, Як-42, BAe 146–300, Saab 2000, ATR 72, CRJ-200 та інші більш легкі, а також гелікоптери всіх типів. Класифікаційне число ЗПС (PCN) 19/R/C/X/T.

## Історія
9 лютого 1933 — у Воронежі засновано перше цивільне летовище.
10 липня 1933 - відкрито регулярний маршрут Москва - Воронеж - Сталінград на багатомісних літаках К-5. Пізніше літаковий парк поповнили Р-5, У-2, а потім і АІР-6.
У повоєнні роки було збудовано термінал аеропорту, розширилася географія перевезень. Летовище використовувалося для сільськогосподарської авіації. Аеропорт обслуговував літаки Ан-2, Як-12, Лі-2, Іл-12, Іл-14.
В 1971 році був відкритий новий аеропортовий комплекс. Пропускна здатність становила 400 пасажирів на годину.
У середині 1990-их з аеропорту почали виконувати міжнародні авіарейси.

## Реконструкція аеропорту
У 2008 року розпочато реконструкцію аеропорту. У плани по реконструкції входила заміна покриття та подовження ЗПС до 2 600 м (подовження більше 2 600 м неможливо, оскільки аеропорт з двох сторін межує з федеральними автотрасами), заміна периметрової огорожі, водно-дренажної системи, оновлення світлосигнального обладнання, реконструкція перону та руліжних доріжок, а також аеровокзального комплексу.
З 2010 року, після закінчення основних робіт на злітній смузі, її технічні характеристики дозволяють приймати літаки Ту-154, Boeing-737 та Airbus-320. Однак технічний стан руліжних доріжок та перону аеропорту поки не дозволяє експлуатувати на них такі повітряні судна. Після виконання реконструкції руліжних доріжок та перону і отримання сертифікаційних документів (на ЗПС, руліжні доріжки та перон) буде реалізована можливість приймання повітряних суден типу Boeing 737, Ту-154 та інших. Етап реконструкції руліжних доріжок та перону планувалося завершити у 2011 року. Швидкість вирішення даного питання безпосередньо залежить від обсягів та термінів федерального фінансування.
За заявою Голови Уряду РФ В. В. Путіна, в програму модернізації аеропортів центральної Росії в 2011–2012 роках (вартість реалізації якої складе близько 50 мільярдів рублів) буде включений авіавузол Воронеж.
В 1980-х роках аеропорт вдало обслуговував 1 100 000 пасажирів на рік 2017 року аеропорт обслужив 607 000 пасажирів. Таким чином, аеропорт завантажений приблизно на 50% від радянської пропускної здатності, тому викликає великі сумніви доцільність будівництва нового аеровокзалу із збільшеною пропускною здатністю.

## Конкуренція авіакомпаній
Останнім часом Федеральна антимонопольна служба по Воронезькій області порушила антимонопольне справу у відношенні ВАТ "Авіаційна компанія «Воронежавіа» (контролюється ЗАТ «Польот» бізнесмена Анатолія Карпова) за ознаками порушення антимонопольного законодавства. З проблемою недобросовісної конкуренції в аеропорту Воронежа стикалися авіакомпанія Руслайн: ЗАТ «Авіакомпанія „РусЛайн“ (вважається, що контролюється воронезьким бізнесменом Миколою Уланова) планувало здійснювати через аеропорт регулярні рейси за кількома напрямами, в тому числі, в Єкатеринбург, Норильськ, Челябінськ, Мінськ, Дніпропетровськ. Мова йшла про перевезення на повітряних суднах типу CRJ-200. Такі літаки не експлуатувалися аеропортом, тому допуск до їх використання компанією „РусЛайн“ в Воронежі вимагав додаткової угоди з боку „Воронежавіа“. Разом з тим, було встановлено, що Воронезька компанія всіляко затягувала оформлення дозвільної документації на експлуатацію. Дії „Воронежавіа“ антимонопольна служба розцінила як „приховану відмову“. Крім „РусЛайн“ з проблемою недобросовісної конкуренції стикалися ORENAIR та Ютейр. Так повідомлялося, що тільки після втручання воронезького губернатора Олексія Гордєєва був запущений перший рейс Воронеж-Москва авіакомпанії „Ютейр“, яка запропонувала вигідніші ціни на перельоти. Слідом за ними свої ціни була змушена знизити та авіакомпанія „Польот“. Основним активом „Воронежавіа“ є міжнародний аеропорт „Воронеж“. 51% акцій „Воронежавіа“ контролює Воронезька авіакомпанія „Польот“.
 „Воронежавіа“ та „Польот“ 2016 році визнані банкрутами.

## Авіакомпанії та напрямки, листопад 2020
| Авіакомпанія         | Пункт призначення                                           |
| -------------------- | ----------------------------------------------------------- |
| Aeroflot             | Москва-Шереметьєво                                          |
| Armenia Aircompany   | Єреван                                                      |
| Avia Traffic Company | Бішкек                                                      |
| Азимут               | Мінеральні Води                                             |
| Azur Air             | Сезонний чартер: Дубай-Аль-Мактум                           |
| Belavia              | Мінськ                                                      |
| NordStar Airlines    | Сезонний: Норильськ, Сочі                                   |
| Pegas Fly            | Єреван Сезонний: Сімферополь Сезонний чартер: Пхукет        |
| Pobeda               | Москва–Внуково, Ст Петербург                                |
| Red Wings Airlines   | Єкатеринбург                                                |
| Rossiya Airlines     | Сезонний чартер: Анталія, Ларнака                           |
| Royal Flight         | Сезонний чартер: Гоа                                        |
| RusLine              | Казань, Москва-Внуково, Санкт-Петербург, Сочі, Єкатеринбург |
| S7 Airlines          | Москва-Домодєдово, Новосибірськ                             |
| Smartavia            | Ст Петербург                                                |
| Turkish Airlines     | Стамбул-Аеропорт                                            |
| Ural Airlines        | Душанбе, Москва–Жуковський, Ош                              |
| Uzbekistan Airways   | Ташкент                                                     |